# Gaertnera phyllosepala
Gaertnera phyllosepala är en måreväxtart som beskrevs av John Gilbert Baker. Gaertnera phyllosepala ingår i släktet Gaertnera och familjen måreväxter. Inga underarter finns listade i Catalogue of Life.